# CAcert.org
A CAcert.org egy közösség alapú hitelesítésszolgáltató, amely ingyenes nyilvános tanúsítványokat szolgáltat (ellentétben más tanúsítvány-hatóságokkal, amelyek kereskedelmi alapon árulják ezeket). CAcert.org-nak több mint 150 000 ellenőrzött felhasználója van, és több mint 490 000 tanúsítványt adott ki 2009 szeptemberéig.
Ezek a tanúsítványok felhasználhatók e-mailek aláírására és titkosítására, hitelesíti és engedélyezi a felhasználók csatlakozását honlapokhoz és a biztonságos adatátvitelt az interneten keresztül. Minden olyan alkalmazás, amely támogatja a Secure Socket Layert (SSL), igénybe veheti a CAcert által aláírt  tanúsítványokat, ugyanúgy, mint az X.509 tanúsítványokat használó alkalmazások, például a adatok titkosításához, digitális aláíráshoz vagy dokumentumok aláírásához.

## CAcert szervezet
A CAcert egy Új-Dél-Walesben (Ausztrália), 2003 júliusában bejegyzett, nonprofit szervezet, amely a CAcert.org háttérszervezete. A szervezet vezető testülete hét személyből áll, a testületi tagok több országból származnak.

## Robot CA
A CAcert automatikusan aláírja a kérelmező e-mail, illetve tartomány tanúsítványait, amelyek tulajdon-, illetve felügyeleti jogát e-mailen keresztül ellenőrizi (például a "hostmaster@example.com"). Úgy működik, mint egy robot hitelesítésszolgáltató. Ezeket a tanúsítványokat sokan gyengének tartják, mivel a tartománynéven vagy az e-mail címen kívül nem tartalmaznak más adatot a tulajdonosáról (a CommonName az X.509 tanúsítványokban).

## A bizalom hálózata
Nagyobb bizalmú tanúsítványok létrehozásához, a felhasználók részt vehetnek egy webes bizalmi rendszerben, amely révén a felhasználók fizikailag találkoznak, és ellenőrzik egymás identitását. CAcert minden felhasználó esetén nyilvántart úgynevezett megbízhatósági pontokat. A felhasználó az identitásukat fizikailag igazoló, ellenőrzött felhasználók, más néven „biztosítók” vagy a „megbízható harmadik fél”, mint például az állami közjegyzők által kaphat megbízhatósági pontot.
Minél több megbízhatósági pontja van egy felhasználónak, annál több jogot kap a CAcert rendszerben. 50 pont esetén beírhatja a nevét a tanúsítványba, illetve a tanúsítványok lejárati ideje hosszabb lesz. Azok a felhasználók, akik legalább 100 megbízhatósági pontot gyűjtenek össze, azok „biztosítókká” lépnek elő, evvel ők is igazolhatják a többieket, és pontokat adhatnak nekik; a magasabb megbízhatósági pontok lehetővé teszik a biztosítók számára, hogy magasabb pontszámot adjanak a még nem igazolt felhasználóknak.
A CAcert támogat kulcs-aláíró rendezvényeket, különösen a nagy eseményeken, mint a például a CeBIT-en.

## Támogatottság
2009 júniusában a CAcert által kiállított tanúsítványok nem képviselnek olyan magas biztonsági szintet a webböngészők esetén, mint a kereskedelmi CA-k, mint például VeriSign, mert a legtöbb webböngésző, nem tartalmazza alapértelmezetten a CAcert gyökértanúsítványát. Így, a webes felhasználók által aláírt CAcert igazolás úgy viselkedik, mint egy ön-aláírt tanúsítvány. Voltak tárgyalások a CAcert gyökértanúsítványának a Mozilla és származékai (pl. Mozilla Firefox) beépítésébe, de CAcert 2007 áprilisában visszavonta felvételi kérelmét. Ez egy vizsgálatot követően történt meg, amelyet 2006 decemberében függesztettek fel, és amely a CAcert számára a tanúsítvány odaítélési rendszerének reformját javasolta. Ennek következménye többek közt a jelenlegi pontozás alapú rendszer, amely egy jelentős előrelépés a felhasználók hitelesítése terén. Ezen reformok után egy új felvétel iránti kérelem várható a jövőben. Az, hogy a CAcert gyökértanúsítványa bekerülhessen Mozilla termékekbe, jelenleg a CAcert számára nem a legjelentősebb kihívás, de mindenképp prioritást élvez. CAcert legfőbb célkitűzése, hogy minél átláthatóbbá tegye a tanúsítványkiosztó rendszerét.
A CAcert gyökértanúsítványát a következő webböngészők, operációs rendszerek és disztribúciók tartalmazzák:
- XeroBank
- Nokia 770
- Ark Linux
- CentOS
- Debian
- FreeWRT
- Gentoo
- Knoppix
- Mandriva Linux
- GRML
- MirOS BSD
- OpenBSD
- Openfire

## Fordítás
- Ez a szócikk részben vagy egészben  a   CAcert.org című angol Wikipédia-szócikk fordításán alapul.  Az eredeti cikk szerkesztőit annak laptörténete sorolja fel. Ez a jelzés csupán a megfogalmazás eredetét és a szerzői jogokat jelzi, nem szolgál a cikkben szereplő információk forrásmegjelöléseként.